# Internazionali di Tennis di Baviera 1997
Gli Internazionali di Tennis di Baviera 1997 sono stati un torneo di tennis giocato sulla terra rossa. È stata la 82ª edizione del torneo, facente parte della categoria ATP World Series nell'ambito dell'ATP Tour 1997. Si è giocato a Monaco di Baviera in Germania, dal 28 aprile al 5 maggio 1997.

## Campioni

### Singolare
Mark Philippoussis ha battuto in finale  Àlex Corretja con il punteggio di 7–6(3), 1–6, 6–4.

### Doppio
Pablo Albano /  Àlex Corretja hanno battuto in finale  Karsten Braasch /  Jens Knippschild con il punteggio di 3–6, 7–5, 6–2.